# Tricoceps compactus
Tricoceps compactus är en insektsart som beskrevs av Capener 1972. Tricoceps compactus ingår i släktet Tricoceps och familjen hornstritar. Inga underarter finns listade i Catalogue of Life.